# Юман, Анатолий
Анатолий Юма́н (творческий псевдоним, настоящее имя — Анатолий Фёдорович Ермилов, 1932—2018) — чувашский поэт. Заслуженный работник культуры Российской Федерации (1993), , лауреат премии им. М. Ульяновой Ульяновской областной журналистской организации, лауреат премии им. П. Хузангая, член Союза писателей СССР (1983), член Союза журналистов СССР (1967).

## Биография
Анатолий Фёдорович Ермилов родился 12 сентября 1932 года в селе Средние Алгаши (ныне — Цильнинского района Ульяновской области). После школы работал журналистом, затем редактором местных газет, закончил шестимесячные курсы журналистики Казанской высшей партийной школы. Работал журналистом и редактором ряда региональных изданий.
Автор свыше 40 изданий, в том числе поэтические сборники «Чĕмпĕр чулĕ калаçать» («Говорит симбирский камень», 1975), «Чĕре çĕввисем» («Отметины на сердце», 1992), «Марине» (2005).
Активный участник общественно-культурного движения чувашей. Его усилиями в 1985 году было создано Просветительское общество имени И. Я. Яковлева. Обществом был открыт региональный телеканал на чувашском языке «Еткер» («Наследие»), стала выпускаться газета «Канаш» («Совет»). Первый номер газеты готовил сам Анатолий Юман, впоследствии много лет работал в издании заместителем редактора.
Скончался 13 ноября 2018 года в селе Большое Нагаткино, где жил последние годы.